# Agneta Eriksson
Agneta Eriksson, född 3 maj 1965 i Badelunda församling, är en svensk tidigare fristilssimmare. Hon vann silvermedalj 4x100 meter fristil i olympiska sommarspelen 1980 i Moskva tillsammans med Carina Ljungdahl, Tina Gustafsson och Agneta Mårtensson. Hon deltog också i de olympiska spelen 1984 och 1988.
Agneta Eriksson är en av de som vunnit flest SM-guld i simning. Totalt vann hon 40 stycken individuella SM-guldmedaljer, varav 16 i 50 meters bassäng och 24 i 25 meters.

## Klubb
- Västerås Simsällskap